# Leptognathia vanhoeffeni
Leptognathia vanhoeffeni is een naaldkreeftjessoort uit de familie van de Leptognathiidae. De wetenschappelijke naam van de soort is voor het eerst geldig gepubliceerd in 1972 door Gutu.